# Federal Open Market Committee
Il  Federal Open Market Committee (in italiano Comitato federale del mercato aperto, FOMC) è un organismo della Federal Reserve incaricato di sorvegliare le operazioni di mercato aperto negli Stati Uniti e ne è il principale strumento di politica monetaria.
Il FOMC regola la politica monetaria specificando l'obiettivo a breve termine e cioè decidendo il "federal funds rate", ovvero il livello dei tassi d'interesse negli USA.

## Componenti del FOMC
Sono membri del FOMC di diritto i 7 appartenenti al Board of Governors, il Presidente della Federal Reserve di New York e 4 degli 11 altri Presidenti delle altre Federal Reserve Bank, che sono suddivisi a loro volta in 4 gruppi e su base annuale. I Presidenti non membri partecipano e contribuiscono alle riunioni, ma senza diritto di voto.

### Membri permanenti (2017)
- Janet L. Yellen, Board of Governors, Presidente
- William C. Dudley, Presidente Federal Reserve di New York, Vicepresidente
- Lael Brainard, Board of Governors
- Stanley Fischer, Board of Governors
- Jerome H. Powell, Board of Governors
- Daniel K. Tarullo, Board of Governors

### Membri a rotazione (2017)
- Gruppo 1: Boston, Philadelphia, e Richmond
  - Patrick Harker, Philadelphia
  - Jeffrey M. Lacker, Richmond (membro alternativo)
- Gruppo 2: Cleveland e Chicago
  - Charles L. Evans, Chicago
  - Loretta J. Mester, Cleveland (membro alternativo)
- Gruppo 3: Atlanta, St. Louis, e Dallas
  - Robert S. Kaplan, Dallas
  - Marie Gooding, Primo vicepresidente, Atlanta (membro alternativo)
- Gruppo 4: Minneapolis, Kansas City, e San Francisco
  - Neel Kashkari, Minneapolis
  - John C. Williams, San Francisco (membro alternativo)
- Federal Reserve di New York
  - Michael Strine, Primo vicepresidente, New York (membro alternativo di diritto)

### Rotazioni previste
La rotazione annuale viene definita alla prima riunione annuale del comitato. Le rotazioni previste per gli anni 2018, 2019 e 2020 sono le seguenti:
| Tipologia   | 2018          | 2019         | 2020          |
| ----------- | ------------- | ------------ | ------------- |
| Titolare    | Cleveland     | Chicago      | Cleveland     |
| Titolare    | Richmond      | Boston       | Philadelphia  |
| Titolare    | Atlanta       | St. Louis    | Dallas        |
| Titolare    | San Francisco | Kansas City  | Minneapolis   |
| Alternativo | Chicago       | Cleveland    | Chicago       |
| Alternativo | Boston        | Philadelphia | Richmond      |
| Alternativo | St. Louis     | Dallas       | Atlanta       |
| Alternativo | Kansas City   | Minneapolis  | San Francisco |

La Federal Reserve di New York, membro di diritto indipendentemente dalla rotazione, non è menzionata nella tabella. Il Primo vicepresidente della Federal di New York è di diritto il membro alternativo in sostituzione del Presidente.